# Rubén Burgos
Rubén Burgos López, (nacido el 9 de junio de 1979 en Ribarroja del Turia, Valencia) es un exjugador y entrenador de baloncesto español. Con 2.01 de estatura, su puesto natural en la cancha era el de alero. En la temporada 2010-11 se estrenó como entrenador de la Categoría EBA del Valencia Basket. Desde 2017 entrena al Valencia Basket femenino.

## Trayectoria
- Cantera Valencia Basket
- Valencia Basket (1996-1997)
- C.B. Calpe (1997-1998)
- Valencia Basket (1998-2001)
- Cantabria Lobos (2001-2002)
- Baloncesto Fuenlabrada (2001-2003)
- Gijón Baloncesto (2002-2003)
- Club Baloncesto Villa Los Barrios (2003-2004)
- Club Baloncesto Atapuerca Burgos (2004-2005)
- Club Baloncesto Gran Canaria (2005-2006)
- Bàsquet Manresa (2006-2007)
- Club Bàsquet Llíria (2006-2007)
- Aguas de Valencia Gandia Basquet(2007-2008)
- Balneario Archena (2008-2009)
- Gandia Basquet (2007-2008)
- Onda Urbana Castellón (2008-2009)

Trayectoria como entrenador:
- Valencia Basquet Club - Liga Femenina 2019/20
- Valencia Basquet Club - Liga Femenina 2018/19 [4.º]
- Valencia Basquet Club - Liga Femenina 2 Grupo B 2017/18 [1.º (Ascenso)]
- Valencia BC B - EBA Grupo E 2016/17 [3.º]
- Valencia BC B - EBA Grupo E 2015/16 [2.º]
- Valencia Basquet Club B (Entrenador Ayudante) - EBA Grupo E 2014/15 [7.º]
- Valencia Basquet Club B (Entrenador Ayudante) - EBA Grupo E 2013/14 [3.º]
- Valencia Basquet Club B - EBA Grupo C 2012/13 [14.º (Descenso)]
- Valencia Basket Club (Entrenador Ayudante) - EBA Grupo E 2011/12 [9.º]
- Valencia Basket (Entrenador Ayudante) - EBA Grupo E 2010/11 [11.º][1]